# Bőrszövet
A bőrszövet a növények állandósult szöveteinek egyike. Feladata, hogy megvédje, elhatárolja a növényt, és kapcsolatot létesítsen a növény és a külvilág között. Jellemzője, hogy szorosan illeszkedő sejtjeik nem tartalmaznak zöld színtesteket, kivéve a gázcserenyílások zárósejtjeit. A gyökérsüveg és a hajtáscsúcs kivételével a növény teljes felületén megtalálható. A bőrszövet sejtjei egész életük során azonos működést végeznek. Nem osztódnak, azaz állandósult szövetek. Sejtjeiket az osztódószövetek hozzák létre, amelyek a hajtások és a gyökerek csúcsain találhatók, valamint a szárban, a szállítónyalábokban. Minden növényi szervet a bőrszövet véd a környezeti hatásoktól. A bőrszövet alkotó sejtek laposak és szorosan illeszkednek egymáshoz. Egy rétegben borítják a szerv felszínét. A bőrszövet egyes sejtjei között vannak olyanok is , amelyeken át anyagvándorlás folyik.